# Yumeria
Yumeria (яп. ゆめりあ) — игра для PlayStation 2 и манга, созданные Namco в 2003 году. В 2004 году Studio DEEN выпустила аниме-сериал на их основе. Его показ осуществлялся на японском канале BS-i с 9 января по 26 марта 2004 года.

## Сюжет
Однажды Микури Томокадзу, обычный десятиклассник, видит сон, в котором некая девушка сражается со «странной штуковиной». Проснувшись, он обнаруживает её в своей постели. Однако следом каждый такой сон стал приносить ему новых девушек.

## Персонажи
Монэ (яп. モネ) — маленькая девочка, которую Томокадзу впервые находит в Moera. Она способна только сказать, «Mone» или «Monene.» Она довольно молода. Её волосы имеют фиолетовый оттенок, и её боевой костюм синий и белый с оранжевым камнем в груди. По правде говоря, она жрица сна, который не имеет реального тела. Это означает, что она невероятно мощный в Moera. Её специальная атака «Monemonemone».
Сэйю: Арисима Мою
Нанасэ Сэндзё (яп. 洗浄 七星) — кузина и опекунша Томокадзу. С тех пор, как родители Томокадзу умерли, они были вместе, как семья. Она невероятно богата и, несмотря на их отношения, она любит класть лицо Томокадзу в её обширный бюст. Она имеет длинные каштановые волосы, и её боевой костюм зелёный и чёрный с темно-красным камнем в груди. У неё, кажется, есть чувства к Томокадзу когда она спросила его, если бы она имела шанс на его любовь. В Moera, она принимает форму «шелк», мощный воин с обширными знаниями Moera. Она работает главой семьи и наблюдает за Томокадзу тех пор, как он был маленький. Её специальная атака «гидро — Каратель».
Сэйю: Кикуко Иноуэ
Нэнэко (яп. ねねこ) — девочка-кошка младший детектив, который знает все тайны. Она называет Томокадзу «дорогой», а себя «любимая жена». Она носит жёлтый колпачок, который появляется, чтобы скрыть настоящие кошачьи уши, и её боевой костюм оранжевый с зелёным камнем в груди. Она владеет большим молотом, который весит 756 килограммов. У неё раздражающая манера речи, постоянно использует такие фразы, как «на самом деле, это так!» и «ты знаешь!». Её специальная атака "супер Экстрим — Торнадо ". У неё есть настоящие кошачьи уши . Они дергаются, когда она возбуждена, и Томокадзу знает что, это её «чувствительная зона».
Сэйю: Наканиси Тамаки

## Медиа

### Игра
Игра была создана и издана компанией Namco в Японии для PlayStation 24 апреля 2003 года. Примечательно, что игра никогда не выпускалась за пределами Японии.

### Манга
История была адаптирована и начала выходить в виде манги за авторством Кацурой Юкимару в журнале Dengeki Daioh от издательства Media Works с 2003 2004 год. Позже манга была лицензирована для распространения за пределами Японии.

### Аниме
Премьера сериала состоялась на канале BS-i с 9 января по 26 марта 2004 года. Производством сериала занималась Studio DEEN, под руководством режиссёра Кэйтаро Мотонага, по сценарию Уэдзу Макото и Курода Ёсукэ. Музыкальное сопровождение написал композитор Сакия Кэндзиро.

#### Список серий
| Список серий | Список серий                               | Список серий        |
| № серии      | Название                                   | Трансляция в Японии |
| ------------ | ------------------------------------------ | ------------------- |
| 1            | 16th Birthday                              |                     |
| 2            | Tomokazu, 0 Mark                           |                     |
| 3            | Bulma V                                    |                     |
| 4            | School Swimsuit Big Strategy               |                     |
| 5            | It's a Watch at the Dream Beach            |                     |
| 6            | Master of Yukata                           |                     |
| 7            | Girl Who Endlessly Reincarnates in Reverse |                     |
| 8            | Our Refusal                                |                     |
| 9            | Bunny Man                                  |                     |
| 10           | Katsu-don Flavor                           |                     |
| 11           | Destiny Change                             |                     |
| 12           | Tomokazu 100 Points                        |                     |

## Примечание
1. ↑  Martin, Theron. Yumeria DVD 1: Into the Dreamscape. Anime News Network (7 октября 2005). Дата обращения: 30 декабря 2013. Архивировано 4 ноября 2020 года.
2. ↑  Yumeria PS2. IGN. Дата обращения: 30 декабря 2013. Архивировано 23 февраля 2014 года.